# Черновка (Амурская область)
Черно́вка — село в Свободненском районе Амурской области России. Административный центр Черновского сельсовета.

## География
Село Черновка стоит на правом берегу реки Большая Пёра (приток Зеи).
Село Черновка расположено к северу от районного центра города Свободный, расстояние по автодороге Свободный — Циолковский (через Юхту и Дмитриевку) — 30 км.
От села Черновка идёт дорога на левый берег реки Большая Пёра к сёлам Чембары и Нижние Бузули.

## Население
| 2002 | 2010 | 2012 | 2013 | 2014 | 2015 | 2016 |
| ---- | ---- | ---- | ---- | ---- | ---- | ---- |
| 552  | ↗577 | ↗618 | ↗638 | ↗658 | ↗680 | ↘644 |
| 2017 | 2018 |      |      |      |      |      |
| ↘630 | ↗633 |      |      |      |      |      |

## Улицы
| - ул. Залинейная, - ул. Н. Распоповой, - ул. Набережная, - ул. Перская, | - ул. Подгорная, - ул. Пролетарская, - пер. Школьный. |

## Инфраструктура
- Станция Бузули Забайкальской железной дороги.